# Coupe du monde de saut d'obstacles 1993-1994
Navigation
Édition précédente Édition suivante
La coupe du monde de saut d'obstacles 1993-1994 est la 16e édition de la coupe du monde de saut d'obstacles organisée par la FEI. La finale se déroule à Bois-le-Duc (Pays-Bas), en avril 1994.

## Classement après la finale
| Pos. | Cavalier         | Nationalité | Cheval              |
| ---- | ---------------- | ----------- | ------------------- |
| 1    | Jos Lansink      | Pays-Bas    | Libero H            |
| 2    | Franke Sloothaak | Allemagne   | Dorina et Weihaiwei |
| 3    | Michael Whitaker | Royaume-Uni | Midnight Madness    |